# Milton Friedman
Milton Friedman (Nueva York; 31 de julio de 1912-San Francisco, Estados Unidos; 16 de noviembre de 2006) fue un economista, estadístico y académico estadounidense de origen judío, ganador del Premio Nobel de Economía de 1976 y una de las principales figuras y referentes del liberalismo. Profesor en la Universidad de Chicago, fue uno de los fundadores de la Escuela de Economía de Chicago, una escuela de economía neoclásica defensora del libre mercado. Junto a John Maynard Keynes, Friedman es considerado uno de los economistas más influyentes del siglo XX.
Ideológicamente liberal, Friedman dedicó buena parte de su carrera a la crítica del keynesianismo dominante a mediados del siglo XX, calificando la teoría keynesiana de «ingenua». No obstante, Friedman incorporó el lenguaje keynesiano en su obra, aunque siempre fue crítico con las conclusiones del keynesianismo. Su alternativa macroeconómica se centra en los factores monetarios y se conoce como monetarismo. Friedman propuso como política monetaria ideal una expansión suave y gradual de la oferta monetaria. También desarrolló el concepto de la tasa natural de desempleo, y predijo la crisis de la estanflación en Estados Unidos diez años antes de que ocurriera.
Friedman fue asesor para los gobiernos de Ronald Reagan en Estados Unidos y Margaret Thatcher en el Reino Unido. También, su pensamiento económico ha sido muy influyente en las políticas de algunos Estados postsoviéticos. Su teoría monetaria inspiró las medidas que tomó la Reserva Federal de Estados Unidos como respuesta a la crisis financiera de 2008.

## Biografía
Friedman nació en el barrio neoyorquino de Brooklyn. Fue el cuarto y último hijo de una familia judía humilde formada por Sarah Ethel y Jeno Saul Friedman, inmigrantes judíos procedentes del centro de Europa. Su padre murió teniendo Friedman la edad de quince años. A pesar de ello, y debido al gran esfuerzo económico realizado por su familia y él mismo costeándose sus estudios, Friedman cursó Economía en la Universidad Rutgers. Tras ello regresó a Chicago para colaborar como investigador con Henry Schultz en mediciones de la demanda.
En 1935 empezó a trabajar para la Asociación Económica del Comité de Recursos Naturales y en 1937 dejó el puesto para incorporarse a la Oficina Nacional de Investigación Económica, en la que estudió las estructuras de ingresos de las profesiones liberales.
Fue alumno de Simon Kuznets y Arthur Burns. Trabajó como economista para varias agencias federales en la ciudad de Washington de 1935 a 1940 y de 1941 a 1943. En 1946 presentó su tesis. Profesor de la Universidad de Chicago desde 1946 a 1976, también dio clases en las universidades de Wisconsin, Princeton, Columbia y Stanford.[cita requerida] En 1977 se jubiló como docente.
Investigador del National Bureau of Economic Research, de 1937 a 1981. Miembro activo del Partido Republicano, fue asesor económico especial, entre otros, de Richard Nixon, Ronald Reagan, Margaret Thatcher y George W. Bush. Presidente de la American Economic Association en 1967. En 1947 funda junto a Hayek y otros la Sociedad Mont Pèlerin, de la que fue elegido presidente en 1972.
Desde 1977 hasta su muerte, fue Senior Research Fellow en el Instituto Hoover de la Universidad Stanford.
También perteneció a la American Philosophical Society y la National Academy of Sciences.
En 1938 se casó con la también economista Rose Director Friedman, a la que conoció cuando ambos estudiaban en la Universidad de Chicago en una clase impartida por Jacob Viner. Juntos crearon la Milton and Rose D. Friedman Foundation for Educational Choice. También firmaron conjuntamente varios libros.
En 1941, con la entrada estadounidense en la Segunda Guerra Mundial, fue destinado al Departamento del Tesoro, donde se encargó de la política fiscal durante el periodo de guerra. En 1943 fue nombrado director de la Asociación Estadística de la Universidad de Columbia, en la que se ocupó de problemas relacionados con la producción militar. En 1953 obtuvo una beca Fullbright, que le permitió una estancia en la Universidad de Cambridge, donde existía entonces un amplio debate en torno a las ideas keynesianas.
Asesoró a multitud de gobiernos, muchos de los cuales aplicaron sus propuestas económicas liberales, apareciendo en los medios de comunicación. Escribió en la revista Newsweek (1966-1984).

## Pensamiento
Una de las contribuciones de Friedman a la economía es su estudio de la función de consumo. A diferencia de Keynes, que decía que el consumo de un periodo dependía exclusivamente del ingreso del mismo periodo, Friedman postuló que este dependía del ingreso permanente, es decir, del ingreso a largo plazo.
Este nuevo enfoque tenía un énfasis en las expectativas y proyecciones de los consumidores. Junto a Edmund Phelps, corrigió la curva de Philips. Introdujo el papel de las expectativas en este modelo.

### Contribuciones académicas
Milton Friedman fue un monetarista. Propuso resolver los problemas de inflación limitando el crecimiento de la oferta monetaria a una tasa constante y moderada. 

Economista empírico, era especialista en estadística y econometría. Defensor del libre mercado, fue el más conocido líder de la Escuela de Chicago debido, en parte, a que sus escritos son muy fáciles de leer por el hombre de la calle. Se opuso al keynesianismo en el momento de máximo apogeo de este, en los años cincuenta y sesenta.

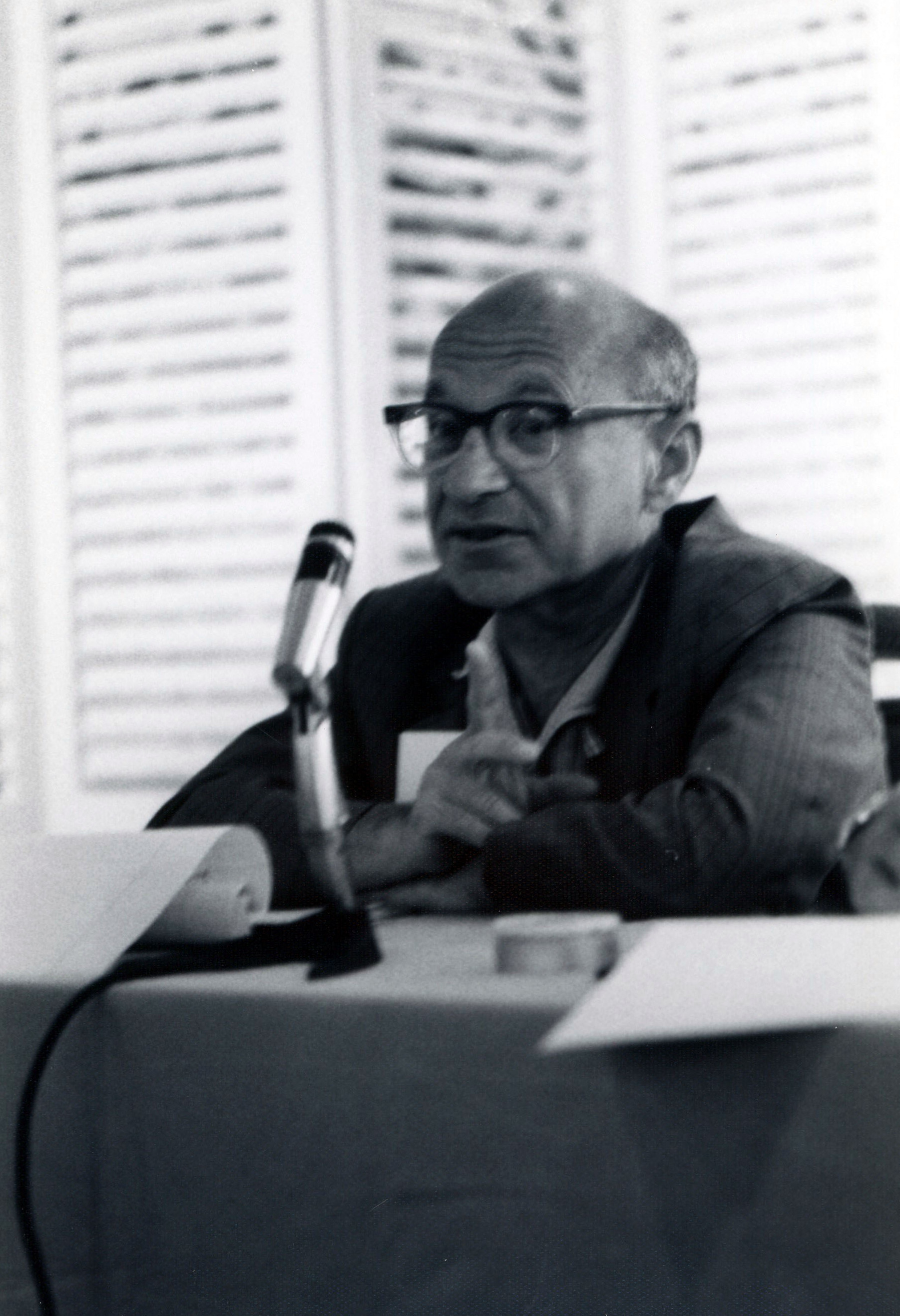
Milton Friedman en una conferencia.

En su explicación de la demanda de dinero (1956) Friedman plantea que, la demanda de dinero es función de la proporción entre la riqueza humana y no humana, el tipo de interés nominal, la inflación esperada, el nivel de precios real, la función de preferencia del dinero ante otros bienes y, naturalmente, de la renta. Pero a diferencia de Keynes, Friedman, más centrado en dar una explicación a largo plazo, considera la renta permanente; es decir, el valor actualizado a fecha actual de los capitales futuros originados de un stock de riqueza dado que engloba no solo aspectos cuantitativos o materiales.
Otro aporte de Friedman es la revisión de curva de Phillips, de inspiración keynesiana, que relaciona inversamente niveles de paro e inflación. Considera Friedman que el paro sería voluntario de no ser por la existencia de una tasa de paro natural, la NAIRU (non accelerating inflation rate of unemployment), consecuencia de las limitaciones impuestas por gobiernos y otras instituciones públicas. Un ejemplo de ello es la prohibición de ciertos tipos de contratos.[cita requerida] La visión de Friedman concibe al mercado como un sistema racional de asignación de recursos, capaz de corregir sus desequilibrios a largo plazo.
En Capitalism and Freedom (1962) y Free to Choose (1980) aseguraba que solo una institución como el mercado podía garantizar la libertad de los individuos y proponía dejar áreas prioritarias como la educación y la salud en manos de la libre competencia. La teoría de Friedman dice que el consumo de la gente no se ve afectado por los ingresos actuales. Si los consumidores reciben un ingreso imprevisto, es totalmente ahorrado para consumirlo luego. Esta idea planteaba que los estímulos fiscal del Estado no tenían efecto significativo. Esta teoría que fue un pilar central del modelo monetarista sería refutada a la luz de nuevos estudios ya que el comportamiento de los consumidores es más cortoplacista que lo que predecía Friedman ya que las personas que recibe algún beneficio imprevisto, tienden a gastar parte de ello inmediatamente. Diversos economistas demostraron que los consumidores son cortoplacistas cuando dejan de recibir el dinero, reducen el gasto, al contrario de los planteos de Friedman.
Friedman planteaba soluciones de mercado a todo tipo de problemas —educación, atención sanitaria, tráfico de drogas ilegales— que en opinión de casi todos los demás exigían una intervención estatal extensa. Algunas de sus ideas eran sustituir las normas sobre contaminación por un sistema de permisos de contaminación que las empresas pueden comprar y vender. Y algunas de sus propuestas, como eliminar los procedimientos de concesión de licencia para los médicos y abolir la Administración de Alimentos y Medicamentos, las consideran estrambóticas incluso la mayoría de los conservadores.
Cuando un gobierno intenta disminuir el paro por debajo de esa tasa natural mediante políticas monetarias muy expansivas, a corto plazo puede conseguirlo. Pero los agentes económicos se acaban dando cuenta de que, si con iguales salarios hay inflación, ven menguada su capacidad de adquisición de bienes y servicios. De tal modo que descuentan ese efecto, y en la próxima revisión de sus contratos elevarán sus salarios al alza, lo que incita a un nivel de paro mayor, todo intento sistemático por parte de los gobiernos de reducir el paro acaba creando inflación sin resolver el desempleo. Incluso puede haber un punto a partir del cual la curva de Phillips se torne en una curva de pendiente positiva, de tal modo que paro e incremento de inflación estén ligados. Eso sucedió en las crisis del petróleo de los años 70, situación que la teoría keynesiana era incapaz de explicar.
Según Friedman, el éxito de la intervención de los gobiernos es muy limitado, y lo que deben hacer es eliminar las restricciones que impiden que la tasa de paro natural se instale en una cota más reducida. Friedman consideraba que, al igual que una política monetaria expansiva puede crear crisis económicas, una política restrictiva también puede ser perjudicial, mediante una deflación de precios. Así lo puso de manifiesto en 1963 cuando publicó, junto a Anna Schwartz, un voluminoso tomo titulado A Monetary History of the United States, 1897-1958. Donde argumenta que la Gran Depresión fue consecuencia de la implantación de políticas equivocadas por parte de la Reserva Federal.
Friedman también planteaba que la política monetaria tiene efectos reales sobre el empleo a corto plazo, pero a largo plazo solo tiene efectos nominales sobre los precios. Posteriormente parte de esta teoría sería refutada por diversos estudios.
Fue uno de los principales impulsores de la política conocida como monetarismo. Décadas después Reserva Federal y el Banco de Inglaterra adoptaban su doctrina a finales de la década de 1970, pero la abandonarían dada su inviabilidad pocos años más tarde. Friedman sostenía que el crecimiento constante de la oferta monetaria mantendría la economía estable.
Estados Unidos y Reino Unido intentaron poner en práctica el monetarismo predicado por Friedman a finales de los setenta, los resultados fueron decepcionantes: en ambos países, la oferta monetaria no consiguió impedir recesiones graves. La Reserva Federal adoptó oficialmente objetivos monetarios planteados por Friedman en 1979, pero los abandonó en 1982 y oficialmente en 1984, cuando la tasa de desempleo superó el 10 %. Desde entonces la Reserva federal adoptaría políticas contrarias a los postulados de Friedman. En segundo lugar contribuyó al desprestigio de su teoría el hecho que desde comienzos de la década de 1980, la inflación se mantenía baja, las recesiones eran breves y leves. Y todo ello a pesar de las fuertes fluctuaciones de la oferta monetaria, que criticaban los monetaristas y que los llevaron —incluso a Friedman— a predecir desastres económicos que no llegaron a materializarse. David Warsh, de The Boston Globe señalaba que "Friedman despuntó su lanza prediciendo la inflación en la década de 1980, durante la que se equivocó profunda y frecuentemente".

### Propuestas para las políticas públicas
Propugnó medidas de corte liberal. Una de ellas fue el establecimiento del bono educativo, en la idea de incentivar la demanda educativa según las preferencias de los padres. Propuso la flexibilización de precios, desregulaciones y privatizaciones, sistemas de pensiones individualizadas, la legalización del consumo de drogas y hasta de la prostitución.
Defendió la abolición del servicio militar obligatorio,[cita requerida] de los salarios mínimos y del seguro social. Sostenía que la economía de Hong Kong era el mejor ejemplo de una economía de capitalismo laissez faire.
En un contexto general de revolución conservadora, Milton Friedman participó en el Partido Republicano. Aconsejó a Ronald Reagan en su campaña presidencial y durante sus dos mandatos, la política económica de Reagan se basó en las ideas de Friedman, que tenían como base a una reducción de peso del estado, bajas tasas marginales de impuestos a los ingresos más altos, la desregulación de la economía y la política monetaria como única herramienta para reducir la inflación. 
Para Friedman la libertad económica la tiende a generar el capitalismo, y que por eso mismo el socialismo la intenta imposibilitar y el estatismo a debilitar.
En 1980, la cadena pública de televisión estadounidense PBS emitió una serie de diez capítulos, escrita por Friedman, llamada Free to choose.
En 1991, Friedman afirmó que Colombia no debía seguir pagando el precio de la ineptitud de las leyes norteamericanas con el tema de las drogas. Consideraba que la legalización de la droga, transformaría la situación de Colombia, pues consideraba que por ser ilegal el vicio y no poder ejecutar la ley, se crea un ambiente de crimen, de guerras, de pandillas. También afirmó que no solo se debería legalizar la droga, sino, que sería necesario introducirla en el campo industrial, de manera que con ella se produzcan medicinas que ayuden a aliviar enfermedades como el glaucoma. También considera que se deben procesar las sustancias alucinógenas en farmacias para así garantizar su calidad.
En 2003, afirmó que “El medio ambiente es un problema ampliamente sobrevalorado. [...] Contaminamos por el sólo hecho de respirar. No vamos a cerrar las fábricas con el pretexto de eliminar todas las emisiones de dióxido de carbono en la atmósfera. ¡Sería como ahorcarse ahora mismo!”.

#### Influencia en Chile

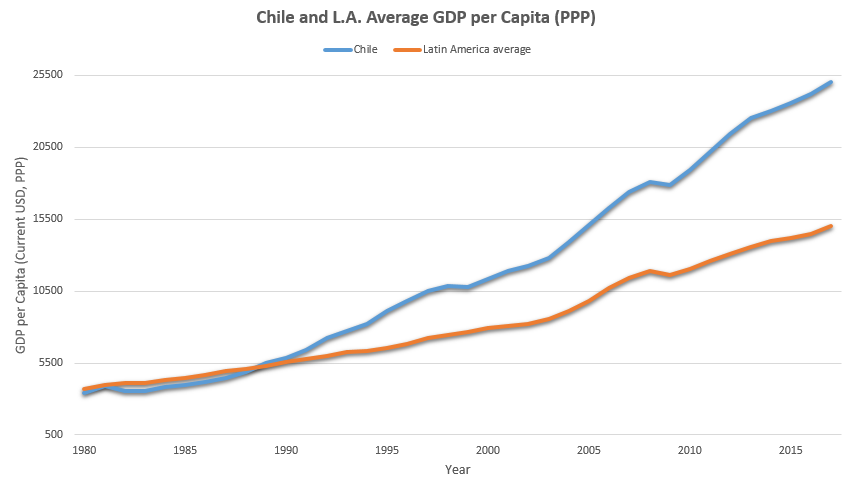
PIB per cápita en Chile (azul) y en América Latina (naranjo) entre 1950 y 2017.

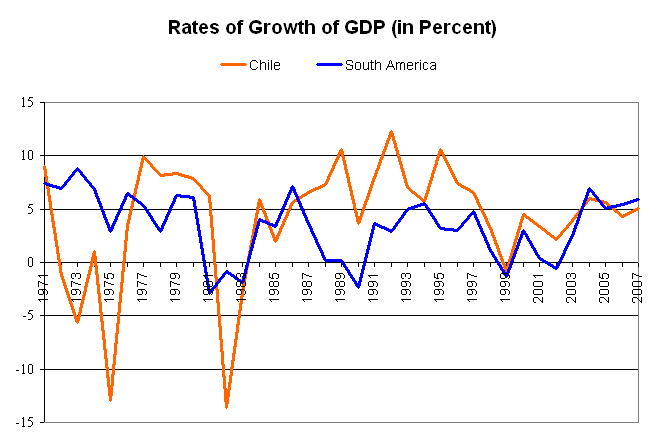
Tasa de crecimiento económico del PIB en Chile (naranja) y en América del Sur (azul), entre 1971 y 2007.

Friedman influyó en los asistentes económicos de la dictadura militar del general Augusto Pinochet incluso desde antes del golpe de Estado. Dos años después de este, en 1975, visitó Chile como invitado especial de la Escuela de Negocios de Valparaíso, por sus exalumnos chilenos de la Escuela de Chicago (Chicago Boys). El programa económico puesto en práctica en Chile durante el régimen dictatorial de Pinochet por un grupo de economistas chilenos, tenía una fuerte impronta de Friedman, la mayoría de ellos entrenados en la Universidad de Chicago por Milton Friedman y Arnoldo Harberger. 
Los generales que habían perpetrado el golpe de Estado carecían de las habilidades técnicas para intervenir en la economía y los Chicago Boys asumieron esta tarea de tratamiento de shock de la inestable economía chilena. El Comité Especial del Senado Estadounidense sobre Inteligencia revelaría más tarde que las medidas económicas que implementó la Junta Militar de Gobierno en Chile inmediatamente después del golpe de Estado fueron diseñadas con ayuda de «colaboradores de la CIA». Según el diario The Wall Street Journal (2 de noviembre de 1973), los Chicago Boys estaban ansiosos del golpe e "impacientes por lanzarse" sobre la economía chilena. El modelo teórico que habían aprendido en Chicago de su profesor Friedman se implantó sin oposición política posible un año más tarde. Friedman visitó Chile por este motivo y, junto a Harberger, realizó varias charlas y declaraciones de prensa sobre su recomendado «tratamiento de shock»  para la economía chilena, a su juicio, gravemente enferma.
Los efectos iniciales en la economía chilena fueron graves. El PIB cayó en un 12 %, la tasa de desempleo creció hasta el 16,5 %, y el valor de las exportaciones se redujo en un 40 %. Pero el sistema se empezó a afianzar a partir de 1977, iniciándose lo que se ha llamado el "boom", con cifras positivas en muchos ámbitos, pero con una constante alta tasa de desempleo, de 17-15 %, debido entre otras cosas, a los despidos masivos de empleados públicos, de funcionarios de las empresas privatizadas y la pérdida de empleo en los sectores manufacturero y exportador debido a las políticas cambiarías y de apertura de la economía. El "boom" duraría hasta la crisis económica de 1982, fuertemente influida por la recesión mundial de 1980 y que formó parte de la crisis de la deuda latinoamericana que provocaron un alza en tasas de interés y dificultades para acceder a nuevo crédito, debilitamiento de actividad real y una caída de términos de intercambio (el cobre tuvo una abrupta caída de precio a inicios de 1980). Chile quedó desprotegido a esta crisis internacional por su excesiva dependencia del mercado externo, el excesivo endeudamiento privado (el crédito doméstico subió de 25 %, en 1976, al 64% del PIB en 1982) y la fijación del dólar (switch a tipo de cambio fijo) lo que provocó una de las crisis más profundas que afectaran a la nación en conjunto a la de 1930 y la de principios de los años setenta. Esto provocó una caída del PIB de un 13,6 % (la caída más alta registrada por Chile desde la crisis de 1929), un notable incremento del desempleo con tasas en torno al  20 % por varios años y la quiebra e intervención de numerosos bancos e instituciones financieras (fue intervenido el 60 % del mercado del crédito).
Friedman abogó por la reducción del gasto público (20 %) y del número de empleos públicos (30 %), la eliminación de políticas sociales y un inicial aumento de impuestos al consumo constituyeron el paquete inicial de medidas del ministro Sergio de Castro.
Su colaboración con la dictadura militar de Pinochet le sería reprochada, en una entrevista en el año 2000 Friedman lo atribuyó «a los comunistas que intentaron desacreditar a cualquier persona que hubiese tenido la conexión más leve con el Presidente Pinochet». Más adelante Friedman se refirió a este tema haciendo analogía entre la dictadura militar chilena y la dictadura china, donde dictó conferencias a los estudiantes de economía y se reunió con el secretario del Partido Comunista de China Zhao Ziyang, diciendo: «Dicté tanto en China como en Chile exactamente las mismas conferencias. He visto muchas manifestaciones contra mí por lo que dije en Chile, pero nadie ha hecho objeciones a lo que dije en China. ¿cómo se explica?» A pesar de ello se publicaría una carta que fue escrita por Friedman el 15 de abril del año 1975 dirigida al dictador Augusto Pinochet, donde Friedman expresaba un fuerte apoyo a la dictadura pinochetista y a su régimen. Después de haber visitado Chile el 21 de marzo de 1975, le escribe a Pinochet una carta donde agradece la hospitalidad del dictador: “Nos hicieron sentir como si realmente estuviéramos en casa”.

## Nobel de Economía
El 14 de octubre de 1976 se anunció que Friedman recibiría el Premio Nobel de Economía "por sus logros en los campos del análisis del consumo, historia y teoría monetaria y por su demostración de la complejidad de la política de estabilización". El diario estadounidense The New York Times publicó una carta de dos Premio Nobel, George Wald (Medicina) y Linus Pauling (Química y Paz), en la que criticaban al comité de premiación por “una deplorable exhibición de insensibilidad” al otorgarle el premio a Friedman. Se sumaría también el nobel Salvador Edward Luria que calificaba la decisión del comité como “perturbadora” y “un insulto para la gente de Chile que cargaba con las reaccionarias medidas económicas avaladas por Friedman” (Friedman y Friedman 1998, 596-7). En diciembre, cuando Friedman viaja para recibir el premio, se produjeron múltiples y masivas manifestaciones. El 14 de diciembre de 1976, cuatro días después el Premio Nobel Gunnar Myrdal publicó una larga columna en el diario sueco Dagens Nyheter, la que pronto aparecería reproducida en la popular revista americana Challenge, donde critica a la Academia Sueca de las Ciencias por sus prácticas secretas en la elección de dicho nobel y argumentó que la entrega del Premio Nobel de Economía debería descontinuarse ya que era un acto político.

## Críticas y defensores

El presidente de los Estados Unidos Ronald Reagan estrechando la mano de Friedman.

Uno de los primeros en criticar la teoría de Friedman y sus postulados fue Orlando Letelier, quien en una columna en The Nation criticaba a Friedman y a los Chicago Boys por aconsejar a Pinochet la imposición de su programa económico. Por otra parte, recalcaba la imagen de Friedman como el “arquitecto intelectual y asesor no oficial” del régimen militar chileno. Letelier vinculó las transformaciones económicas "neoliberales" que por entonces llevaban adelante los Chicago Boys, con la sostenida y sistemática violación de los derechos humanos en Chile.
Días después, Orlando Letelier, el crítico de Friedman y del régimen de Pinochet en Chile, fue asesinado por agentes del régimen pinochetista en la ciudad de Washington. El 21 de septiembre de 1976, en pleno centro de Washington, un atentado explosivo desintegró el automóvil de Letelier y causó su muerte y la de su secretaria Ronni Moffitt.
Se ha dicho que el asesinato de Letelier era la parte de un esfuerzo coordinado por varias dictaduras de los Ejércitos en América Latina para intimidar y asesinar a sus opositores políticos. Este esfuerzo, conocido como Operación Cóndor, incluyó naciones como Brasil, Argentina, Chile, Paraguay, Uruguay y Bolivia. Tres de aquellas naciones —Uruguay, Argentina y Chile— comenzaron a asesinar a figuras de la oposición en países extranjeros durante la primavera de 1976.
La doctrina del shock: el auge del capitalismo del desastre es un libro y documental escrito por la periodista canadiense Naomi Klein. en 2007, donde se habla de forma crítica sobre la influencia de Friedman y su teoría del libre mercado en diferentes países, cómo fue puesta a prueba en países que se encontraban lejos de ser libres, cómo lo poco popular de la medidas que recomendaba hacían necesario crear caos para poder implementarlas y cómo dichas medidas fracasaron, estableciendo un paralelismo con el fracaso de los experimentos con electroshock financiados por la CIA en los años 50.
La doctrina de Friedman ha sido criticada además por los resultados de la aplicación de su teoría, entre ellos que: en la primera mitad de 1975, como parte del proceso de suprimir las regulaciones de la economía, el precio de la leche en Chile quedó exento de control, al contrario de las teorías de Friedman que postulaban que el libre mercado aumentaría la competencia y haría bajar los precios, en la práctica el precio al consumidor subió un 40 % y el precio pagado al productor cayó 22 %. También se le atribuyó un fracaso económico a sus teorías. A fines de 1975 la tasa anual de inflación en Chile había alcanzado 341 %, la más alta inflación en el mundo, producto de la aplicación de la teoría monetarista. Los precios al consumidor aumentaron ese mismo año en un promedio de 375 %; los precios al por mayor crecieron en 440 %.El Producto Real Nacional Bruto se contrajo durante 1975 en casi 15 % a su más bajo nivel desde 1969, mientras, de acuerdo con el Fondo Monetario Internacional, el ingreso nacional real "cayó en un 26 %, dejando el ingreso real per cápita más bajo que su nivel de diez años anteriores. La disminución en el Producto Interno Bruto de 1975 refleja una caída de un 8.1 % en el sector minero, una disminución de un 27 % en la industria manufacturera y una caída de 35 % en la construcción. La extracción de petróleo bajó en un 11 % estimado, mientras que  transportes, almacenamiento y comunicaciones bajaron 15.3 %, y el comercio disminuyó en 21.5.
El activista liberal económico Johan Norberg, autor de varios libros y documentales en favor de la globalización económica, considerando una falsificación histórica su lectura de las palabras de Friedman así como su reinterpretación de lo que Friedman interpretaba como "crisis" (consecuencia de las políticas estatistas) y como "shock" (la aplicación inmediata de un paquete de medidas de desregulación).
También acusó a Klein y los antiglobalistas de imponer una premisa de impopularidad de las economías de libre mercado, apelando a una falaz generalización con el fin de asociar la libertad económico-individual con la autocracia político-colectiva. Para el autor, así como para Friedman, la libertad política necesaria para hacer ejercicio de una democracia política, requiere de la libertad económica (sea que se elijan políticas socializantes o liberalizadoras de la actividad empresarial); Dentro de los economistas liberales, Friedman, ha sido criticado por Joshep Salerno en su libro Money: Sound and Unsound, publicado en 2010 por el Instituto Ludwig von Mises.

## Últimos días
En 1976 se traslada a San Francisco para integrarse a la Institución Hoover, donde siguió defendiendo la libertad económica. En 1998 escribe un libro junto a su esposa, titulado Dos personas con suerte, donde relata sus memorias.

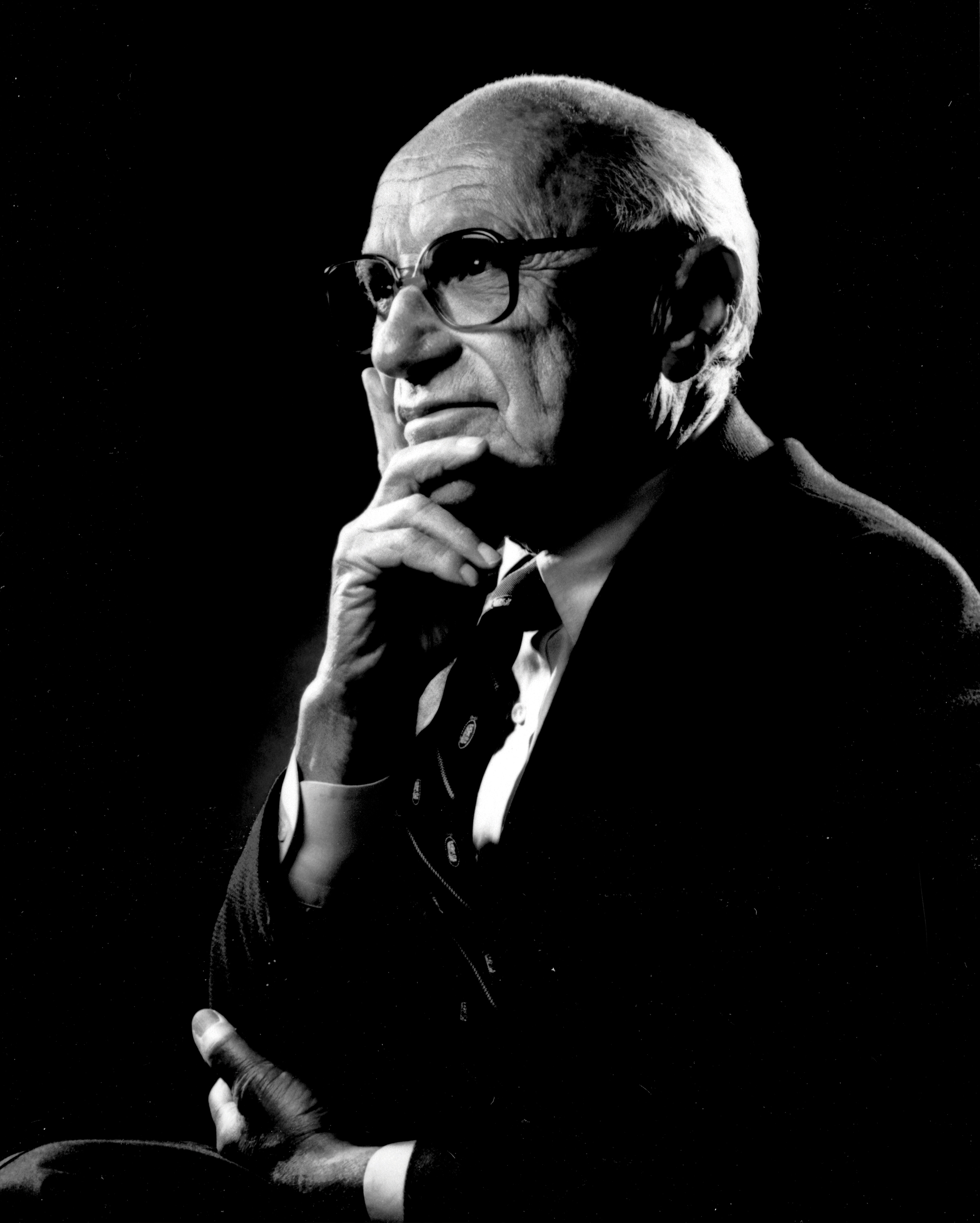
Retrato de Friedman en 2004.

Falleció a causa de un ataque cardíaco el 16 de noviembre de 2006, a los 94 años, en un hospital próximo a la ciudad de San Francisco, donde residía desde finales de la década de los años 70. Fue sobrevivido por su esposa Rose y por su dos hijos: Janet y David tenía cuatro nietos y tres bisnietos. Tras su muerte su familia pidió que, en lugar de recibir flores o regalos, todas las aportaciones deseadas se destinarán a la Milton and Rose D. Friedman Foundation.[cita requerida] Fue incinerado y sus cenizas fueron esparcidas en la bahía de San Francisco.

## Condecoraciones y honores
- En 1952 recibió la Medalla John Bates Clark.
- En 1988 recibió la Medalla de la Libertad de los Estados Unidos por parte del presidente Ronald Reagan.
- En 1978 recibió un doctorado honoris causa en la Universidad Francisco Marroquín de Guatemala,[48] además de un auditorio que fue nombrado en su honor en la misma casa de estudios.
- Premio Nobel Conmemorativo de Economía en 1976.
- Recibió títulos honorarios de distintas universidades de EE. UU., Japón, Israel y Guatemala, así como la Grand Cordon of the First Class Order of the Sacred Treasure, otorgada por el gobierno francés en 1986.

## Publicaciones
- Essays in Positive Economics, 1953
- A Theory of the Consumption Function, 1957
- A Program for Monetary Stability, 1959
- Capitalism and Freedom, 1962
- Inflation: Causes and consequences, 1963
- The Optimum Quantity of Money and Other Essays, 1969
- The Counter-Revolution in Monetary Theory, 1970
- Free to Choose: A personal statement, con Rose Friedman, 1980

- Friedman, Milton (1962). Un programa de estabilidad monetaria y reforma bancaria. Ediciones Deusto (Barcelona). ISBN 978-84-234-0170-3.

- Friedman, Milton (1966). Capitalismo y libertad. Ediciones Rialp. ISBN 978-84-321-1245-4.

- Friedman, Milton (1967). Ensayos sobre economía positiva. Editorial Gredos. ISBN 978-84-249-2610-6.

- Friedman, Milton; Schwartz, Anna Jacobson (1971). A Monetary History of the United States, 1867-1960 (en inglés). Princeton: Princeton University Press. ISBN 978-0-691-00354-2.

- Friedman, Milton; Musgrave, R. A. (1972). Problemas políticos actuales. Dopesa. ISBN 978-84-7235-024-3.

- Friedman, Milton (1982). Friedman contra Galbraith. Unión Editorial. ISBN 978-84-7209-144-3.

- Friedman, Milton (1982). Paro e inflación. Unión Editorial. ISBN 978-84-7209-069-9.

- Friedman, Milton; Friedman, Rose (1984). La tiranía del statu quo. Editorial Ariel. ISBN 978-84-344-1023-7.

- Friedman, Milton (1985). Una teoría de la función de consumo. Alianza Editorial. ISBN 978-84-206-2036-7.

- Friedman, Milton; Friedman, Rose (1992). Libertad de elegir: hacia un nuevo liberalismo económico. Grijalbo. ISBN 978-84-253-1940-2.

- Friedman, Milton (1992). Paradojas del dinero: hacia un nuevo liberalismo económico. Grijalbo. ISBN 978-84-253-2472-7.

- Friedman, Milton (1994). La teoría de los precios. Ediciones Altaya. ISBN 978-84-487-0136-9.

- Friedman, Milton (1999). La economía monetarista. Ediciones Altaya. ISBN 978-84-487-1273-0.

- Friedman, Rose; Friedman, Milton (2004). Libertad de elegir. RBA Coleccionables. ISBN 978-84-473-3194-9.